# Premier Foods
Premier Foods – brytyjskie przedsiębiorstwo branży spożywczej, zajmujące się produkcją różnego rodzaju artykułów spożywczych, m.in. mąki i chleba, słodyczy oraz przetworów owocowo-warzywnych.
Przedsiębiorstwo zostało założone w 1975 roku pod nazwą Hillsdown Holdings, a jego siedziba znajduje się w St Albans, w hrabstwie Hertfordshire, w Anglii. Spółka jest notowana na giełdzie London Stock Exchange i jest największym producentem żywności w Wielkiej Brytanii.